# Katzendorf (Wüstung)
Katzendorf ist eine Wüstung durch den Uranabbau im Raum um Culmitzsch bei Berga/Elster und gehört zum Ortsteil Großkundorf in der Landgemeinde Mohlsdorf-Teichwolframsdorf im Landkreis Greiz in Thüringen.

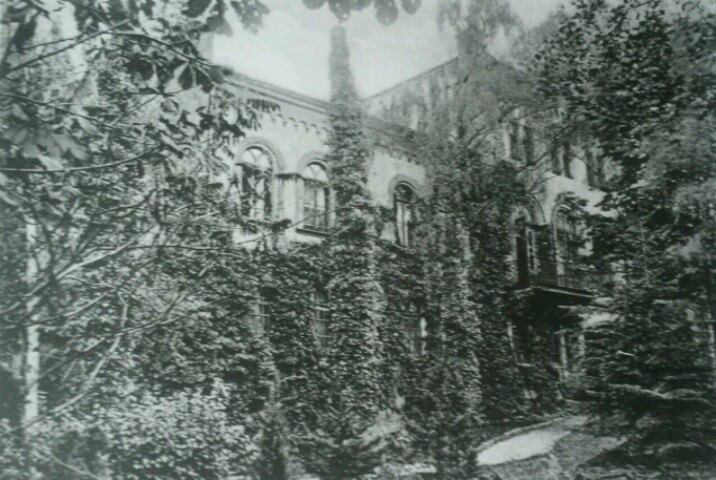
Schloss Katzendorf um 1945

## Geschichte
Das Dorf Katzendorf wurde am 10. April 1432 erstmals urkundlich erwähnt. 1465 wurde es als Katzindorf benannt. Die Einwohner des Dorfes waren stark landwirtschaftlich orientiert und geprägt. 1880 lebten hier 60 Einwohner, 1882 existierten 10 Wohnhäuser und im Dorf gab es auch ein Schloss Katzendorf. Das Schloss gehörte zum Rittergut Wolframsdorf, respektive juristisch betrachtet das Rittergut Wolframsdorf zum Schloss Katzendorf, und war im Besitz der Familien von Wolframsdorf, von und zu Mannsbach und via Heirat von Leipziger, ab 1905 nach preußischer Genehmigung wieder von Leipzig.
Das Gut und dieses Haus waren sachsen-weimarisch, während der übrige Teil des Ortes zum Königreich Sachsen gehörte. Im Rahmen der Bodenreform wurde 1945 die letzte Eigentümerin des Ritterguts, Erika von Leipzig (1895–1968), Tochter des Erich von Leipzig, enteignet und vertrieben. 1947 wurde das Schloss Katzendorf abgerissen. Nach 1945 wurden im Ort Neubauernstellen eingerichtet, wodurch die Einwohnerzahl kurzfristig auf 95 Personen (48 Altbürger, 47 Neubürger, zum Beispiel Kriegsflüchtlinge) anstieg. Der übrige Ort wurde später Opfer des Uranabbaus. Sie wurden Spielball des Kalten Krieges, denn der Abbau des Urans erfolgte unter strengster Geheimhaltung. Sie wussten erst nicht, worum es ging. Erst später sickerte die Wahrheit durch. 1952 wurde der Ort wegen des Wismut-Tagebau devastiert. Erika von Leipzig lebte zuletzt in München.

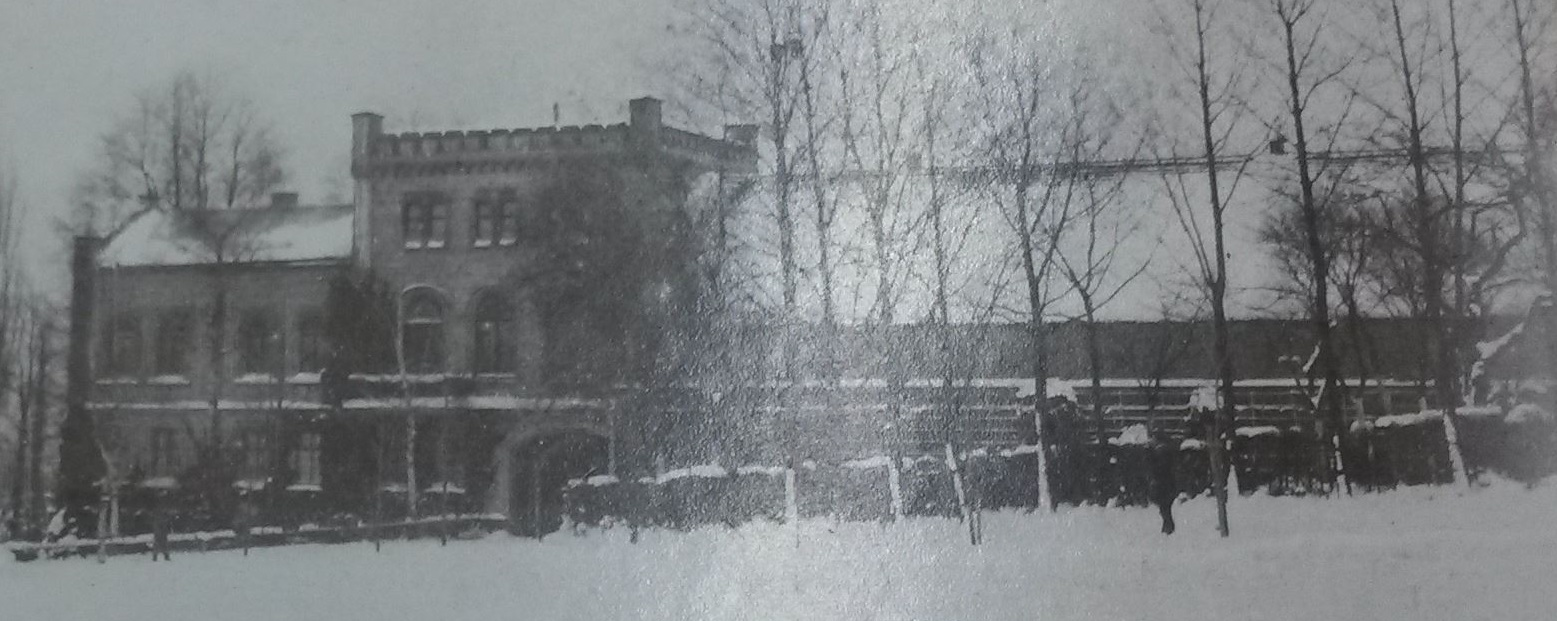
Schloss Katzendorf

Damm des Absetzbeckens im ehemaligen Ort Culmitzsch

## Uranbergbau der Wismut
Die sogenannte Lagerstätte Culmitzsch war die viertgrößte von der Wismut ausgebeutete Uranlagerstätte. Der Tagebau wurde bis zu 70 Metern unter Geländeniveau abgeteuft. Dabei wurden 90 Millionen Kubikmeter Gestein bewegt. Die Absetzbecken lagen nördlich und südlich des Ortes und stellten eine große Gefahr für den Ort und die Einwohner dar. Zusammen mit Culmitzsch mussten auch Teile von Sorge-Settendorf, Katzendorf, Schmirchau, Lichtenberg und etwa zwei Drittel der Dorffläche von Gauern dem Uranbergbau weichen. Es gab auch eine Wismut-Werkbahn, die verschiedene Strecken betrieb, unter anderem die Strecke Bf Teichwolframsdorf–Tagebau Sorge-Settendorf/Katzendorf-Trünzig von 1953 bis 1965 und die Strecke Bf Gauern–Tagebau Culmitzsch von 1957 bis 1967.

## Persönlichkeiten
- Hugo von Leipziger (1822–1896), deutscher Verwaltungsjurist
- Erich von Leipzig (1860–1915), deutscher Oberst und Militärattaché, Sohn des Hugo von Leipziger